# Entedon nigrini
Entedon nigrini är en stekelart som beskrevs av Boucek 1974. Entedon nigrini ingår i släktet Entedon och familjen finglanssteklar.
Artens utbredningsområde är:
- Tjeckien.
- Slovakien.
- Danmark.
- Frankrike.
- Sverige.

Arten är reproducerande i Sverige. Inga underarter finns listade i Catalogue of Life.